# 阿斯特希克
在最早的史前时期的阿斯特希克（Astghig），通常被称为阿斯娅或Astghik 或Astlik亚美尼亚异教徒所供奉的生育和爱情女神，后来被认为是天光的化身，她一直瓦哈格恩的妻子或情人。在后期的异教徒期间，她成为爱与美、水源和泉水女神。
最初，她与阿纳希特可能是同一位女神的两个名字，她们都主管万物生育、爱情和水。她的名字可以上溯到维纳斯女神的象征物。起源于以维纳斯命名的金星。后来，她与阿纳希特成为两个独立的神。据说，她是一位绝世美人，每天夜里她都在叶夫拉特河流经的狭窄石谷处洗澡。为了欣赏女神裸露的身体，青年们在达戈纳茨山山顶点燃火把。她为了防止被他人偷窥，就用云雾遮蔽整个谷地。基督教普及后，关于她的故事也有所变化。据说，她是克西苏特尔（娜亚）的女儿，生在世界洪水之后。克西苏特尔死后，她的几个儿子-兹尔凡、季坦和亚佩托斯为争夺统治宇宙权而发动了战争。阿斯特希克说服他们消除不和，季坦和亚佩托斯承认了兹尔凡的权力，但兹尔凡必须杀死他的所有男孩，为的是兹尔凡的后代不再对他们发号施令。兹尔凡遵守条件，先后毒死了两个儿子，阿斯特希克同他的几个妻子心中不忍，齐心协力拯救了他的其他孩子，把他们送往西方，安排到季尤恩凯茨山上。希腊化时期，阿斯特希克就等于阿佛罗狄忒。亚美尼亚的历法，夏季中期要组织瓦尔达瓦尔（可能来源于“瓦尔德，意为“玫瑰”或“水”）节庆活动。人们届时向阿斯特希克供献玫瑰花、释放鸽子，参加庆祝盛典的人要互相泼水，彼此祝福健康和好运。
她与阿拉马兹德（所有神灵的父亲，天地的创造者，敬奉为太阳的化身）、阿纳希特（被敬奉为伟大的女主和神母，月亮的化身）组成了亚美尼亚异教徒神殿中的三位一体星。在希腊文化影响的时期，阿斯特希克成为类似于希腊阿佛罗狄忒与美索不达米亚伊师塔的女神。
她的名字是亚美尼亚昵称： ，意思是“星”，它通过原印欧语*h₂stḗr与梵文 Str、阿维斯陀语 Star、巴拉维语 Star、波斯 Sitara、普什图语 Storai、拉丁和意大利语 stella 及 astro、法语 astre、西班牙语 astro、德语 stern、英语 star 等是同源的。因此，该名字不能确定是与闪米特人的伊师塔相关联的。
她的主要神庙在阿什季沙特，位于土耳其穆什城以北，这座寺庙是瓦哈格恩，太阳神、她的情人或丈夫专用的，根据民间传说，这里被称为“瓦哈格恩的寝宫”。她的其他神庙和圣地分布在各个乡镇和村庄，如帕拉蒂山（凡湖西南）、阿尔塔麦特（离凡湖12公里处）等地。

## 参阅资料
1. ↑  .   [2014-02-16]. （原始内容存档于2014-02-22）.
2. ↑  《世界神话辞典》：第477页，辽宁人民出版社，1989年
3. ↑  p. 107, "亚美尼亚异教徒的神殿", Gagik Artsruni, Yerevan, 2003年